# Lamu (arcipelago)
Lamu (in swahili visiwa cha Lamu) è un arcipelago situato nell'Oceano Indiano, a breve distanza dalla costa del Kenya, nella Provincia Costiera. Prende il nome dalla città e dall'isola principale. La sua formazione si deve all'accumulo di sedimenti alla foce di alcuni fiumi come il Dodori e il Duldul e conta una cinquantina di isole e isolotti, per lo più disabitati. La superficie totale è di 595 chilometri quadrati.
Le isole principali sono Pate, Manda e Lamu; tra le altre ci sono Kiwayu e Ndau, le uniche minori abitate permanentemente, Uvondo, Shindambwe, Ndau Pate e Manda Toto.